# Mansi (popolo)
I mansi (in vogulo: maan's'i, maan's'i maahum), in passato noti come voguli, sono un gruppo etnico indigeno della Russia. Parlano una lingua appartenente al sottogruppo obugrico della famiglia linguistica uralica, cosa che li accomuna in particolare al vicino popolo dei chanty (o ostiachi) ma anche ai popoli finnici di Russia. Vivono prevalentemente nel circondario autonomo degli Chanty-Mansi-Jugra, situato all'interno dell'oblast' di Tjumen', lungo un territorio che si estende dalle propaggini orientali degli Urali all'ampio bassopiano della Siberia occidentale.

## Etnonimo
Questa popolazione ha come endoetnonimo i termini "maan's'i" e "maan's'i maahum", che significa "popolo dei mansi". Le tribù orientali usano anche la denominazione "män's". Il significato originario del termine fa riferimento alla parola "uomo". Nel mondo i mansi sono però storicamente più noti con l'esoetnonimo "voguli". L'uso di questo nome si diffuse inizialmente tra i chanty ed i komi. Questi ultimi poi, facendo da guida per le armate russe nell'area del fiume Ob', lo trasmisero ai russi e da costoro si diffuse nelle altre lingue.
Il primo resoconto scritto menzionante i voguli è una cronaca russa del 1396. I resoconti precedenti, a partire da quelli attribuiti a Giurata Rogovič di Novgorod (1096), fanno riferimento alle genti della Jugra, senza distinguere fra chanty (ostiachi) e mansi (voguli). Nelle fonti russe il termine "mansi" entrò in uso nel 1785, ma solo verso gli anni venti del Novecento divenne comune in Unione Sovietica. Ciononostante nel resto del mondo l'esoetnonimo di origine komi rimane più usato.

## Demografia
| Anno | Popolazione |
| ---- | ----------- |
| 1897 | 7 600       |
| 1905 | 5 304       |
| 1926 | 5 754       |
| 1959 | 6 318       |
| 1970 | 7 609       |
| 1979 | 7 434       |
| 1989 | 8 279       |
| 2002 | 11 432      |
| 2010 | 12 269      |

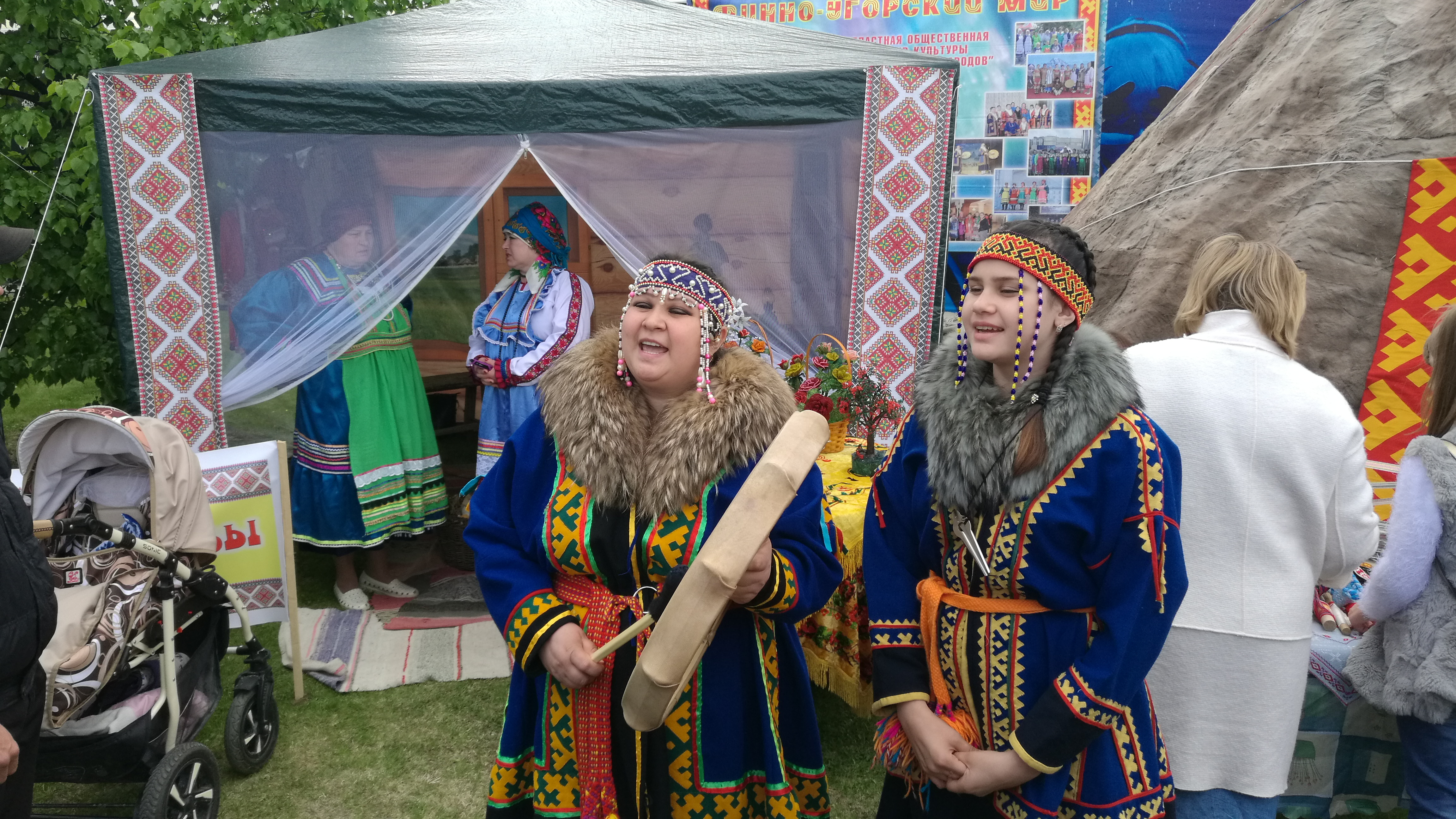
Mansi al Festival delle comunità etniche di Tjumen'

Nel 2010 i mansi in Russia erano 12 269. Ad eccezione di 259 individui stanziati nell'oblast' di Sverdlovsk, tutti gli altri vivono nel circondario autonomo degli Chanty-Mansi-Jugra e nel resto dell'oblast' di Tjumen'. Da un censimento ucraino del 2001 risultò che nell'ex Repubblica sovietica vivevano 43 mansi. In base ai dati statistici la popolazione mansi sembra relativamente stabile, tuttavia nel corso dei decenni è diminuito il numero di coloro i quali considerano la lingua mansi come proprio idioma nativo.

## Storia
Gli antenati dei popoli obugrici abitavano le aree occidentali della zona uralica. Durante il I millennio a.C. essi migrarono verso i tratti mediani del fiume Irtyš e poi da questi ai tratti inferiori dell'Ob', dove si assimilarono alla popolazione locale (chiamata "Por" nelle leggende). Spostandosi verso la Siberia i popoli obugrici si separarono dai magiari, che sarebbero poi giunti in Europa centrale. Una più netta distinzione fra mansi e chanty si produsse solo attorno al XIII secolo. La società obugrica si divideva in due fratrie, quella dei mos e quella dei por. Le famiglie mos consideravano come proprio animale totemico una lepre femmina, mentre per i por l'animale totemico era un maschio di orso. Nelle aree meridionali le tribù allevavano bestiame e coltivavano la terra. Nella zona della taiga e della tundra le attività più diffuse iniziarono ad essere la caccia, la pesca e l'allevamento di renne. Si sviluppò anche un ordine locale ed una struttura gerarchica.

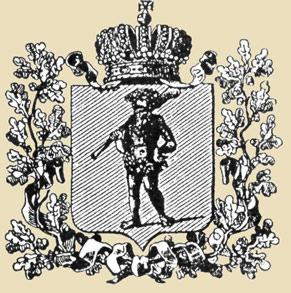
Stemma di Kondia

Già nel medioevo i mansi entrarono in contatto con la Rus'. Come testimoniato da alcuni ritrovamenti archeologici, gruppi di mansi erano stanziati lungo i corsi superiori del fiume Pečora, nelle vicinanze del regno komi della Grande Permia. Secondo alcune fonti i novgorodiani lanciarono delle campagne militari contro i chanty e i mansi già verso la fine del I millennio d.C. La Prima Cronaca di Novgorod  fa riferimento ad una campagna militare sotto la guida di Yadrei di Novgorod nel 1193, conclusasi con una disfatta per le forze russe.
Tra il XIII ed il XVIII secolo le tribù chanty e mansi combatterono in più occasioni, sotto la guida dei propri capi, non solo contro i russi ma anche contro i Tatari. Verso la fine del XIII secolo i due popoli della Jugra entrarono nella sfera d'influenza di Novgorod, ma tra il XIV ed il XVI secolo pagarono dei tributi anche ai tatari. Questi ultimi comunque non interferirono con la struttura della società mansi. In generale, rispetto ai chanty, i mansi si trovavano più esposti agli attacchi di russi e tatari, specialmente a causa della posizione geografica più vicina.

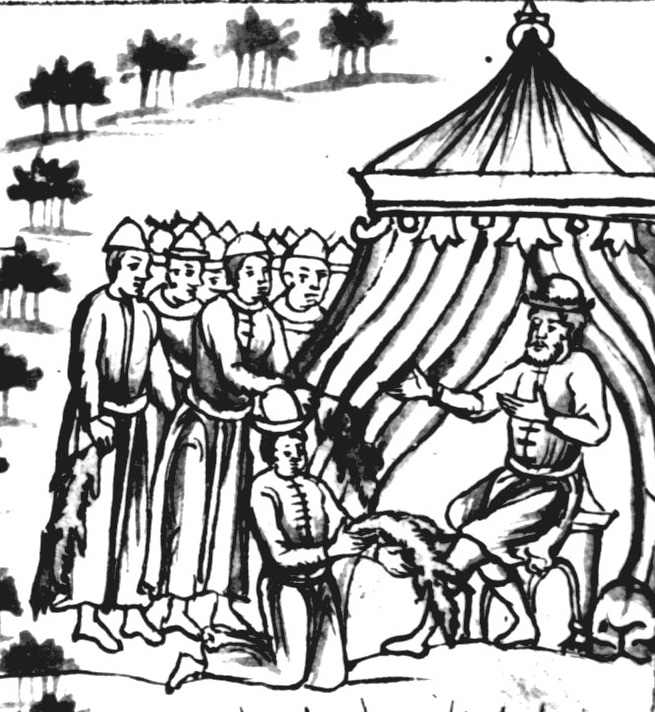
Voguli pagano tributi a Ermak

Nel XV secolo chanty e mansi diedero vita a diverse entità statali, tra cui il Principato di Pelym, il Principato di Kondia ed il Principato di Ljapin, tutti soggetti alle frequenti incursioni russe, capeggiate dal Gran Ducato di Mosca, ed in rapporto con il Khanato di Sibir'. Nel XVI secolo la conquista russa della Siberia ad opera del cosacco Ermak Timofeevič condusse al progressivo assoggettamento delle entità statali sviluppatesi in Jugra. Tale assoggettamento lasciò ai chanty ed ai mansi una relativa autonomia fino al XVIII secolo.
Dopo la rivoluzione bolscevica i mansi e i chanty furono inquadrati nel "circondario nazionale ostiaco-vogulo", costituito nel 1930. Questo cambiò nome nel 1940, venendo ribattezzato come "circondario nazionale dei chanty-mansi". Negli anni sessanta l'implementazione delle politiche di sfruttamento dei giacimenti petroliferi della Siberia occidentale condusse ad una significativa ondata migratoria verso le terre dei chanty e dei mansi, che col passare del tempo finirono per diventare una esigua minoranza della popolazione del circondario. Ciò ha provocato dei cambiamenti anche traumatici nella vita del popolo mansi.

## Lingua
La lingua mansi (o vogula) è una lingua obugrica, appartenente alla famiglia linguistica uralica. Viene scritta in alfabeto cirillico ed è divisa in vari dialetti. Le lingue da cui ha subito maggiore influsso sono quella komi e quella russa.

## Religione
Tra i mansi le religioni più diffuse sono lo sciamanesimo ed il cristianesimo ortodosso. Un primo tentativo di convertire i mansi all'ortodossia fu compiuto dal vescovo di Perm' Gerasim, ucciso dai mansi nel corso di un assedio nel 1447. La conversione di massa dei mansi avvenne solo nel XVIII secolo. Il compito fu affidato al monaco Fëdor tra il 1714 ed il 1722. In precedenza solo alcuni principi avevano ricevuto il battesimo. Nonostante la conversione i culti sciamanici sopravvissero.

## Cultura

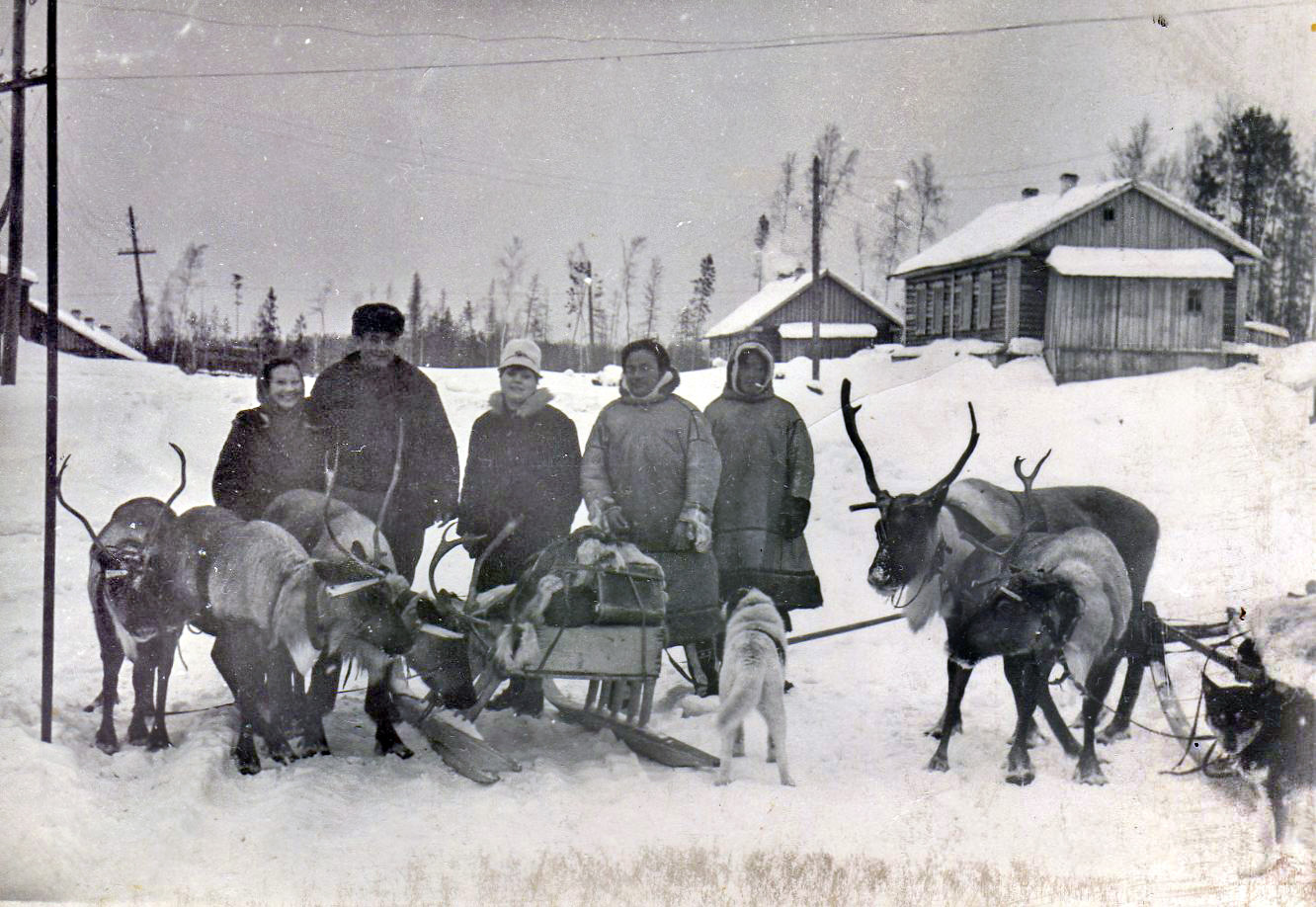
Una foto degli anni sessanta che ritrae tre russi (a sinistra) e due mansi, nell'oblast' di Sverdlovsk

Nel XIX secolo furono avviati dei tentativi volti a creare la lingua letteraria mansi. G. Popov tradusse in lingua mansi il Vangelo secondo Matteo nel 1868. Qualche decennio dopo, nel 1903 il vescovo Nikonor pubblicò un sillabario, ma gli sforzi dei missionari non bastarono a sviluppare una lingua letteraria.
Dopo la rivoluzione, come avvenuto per altri popoli indigeni della Russia settentrionale, le autorità sovietiche decisero di stimolare la creazione di una letteratura nazionale mansi, riguardante però principalmente il presunto progresso apportato ai mansi dalla rivoluzione. Il più importante rappresentante della letteratura mansi fu lo scrittore Juvan Šestalov, il quale dopo la dissoluzione dell'URSS si convertì allo sciamanesimo e si fece propagandista della teoria che vede nei Sumeri gli antenati delle popolazioni ugriche. La lingua letteraria mansi si basa sul dialetto "sos'va".
Insieme ai khanty, i mansi hanno sviluppato una ricca mitologia obugrica.

## Economia
Le occupazioni tradizionali dei mansi comprendono la pesca, la caccia nella taiga e l'allevamento di renne.